# Tidsfördrif
Tidsfördrif var en svensk familjetidning med veckoutgivning som grundades 1907 i Göteborg av Otto Elander. Den utkom oavbrutet fram till sommaren 1964. 

## Historia
Elander fick inspiration till Tidsfördrif under sin tid i USA. Till en början bestod innehållet mest av osignerade äventyrsberättelser och skämthistorier, till stor del översatta från utländsk press. Typografin var enkel med ett fåtal illustrationer. Sonen Ewald övertog redaktionsarbetet 1925 och började modernisera och då fick tidskriften det omslag, som den kom att behålla i fyrtio år ända fram till nedläggningen. Bildmaterialet blev rikligare och man anlitade originalillustratörer.  
Tidskriftens storhetstid var 1940-talet då Knut Oving blev redaktör. Han stannade i 28 år och gav Tidsfördrif dess bestående form. Den ville vara "en hela familjens novelltidning". Och i en programförklaring 1957 hette det att det skulle finnas "kärleksnoveller, humoresker, kriminalhistorier, äventyrsberättelser och stämningsrika naturskildringar i trevlig omväxling". Tidskriften blev efterhand alltmera omodern och trots upprepade försökt med olika ansiktslyftningar de sista åtta åren, så tvingades man till nedläggning 1964. 
Ett försök till nystart 1968 misslyckades.